# サッカーパラオ代表
サッカーパラオ代表（サッカーパラオだいひょう）は、パラオサッカー協会によって編成されるパラオのサッカーナショナルチームである。パラオはFIFA、OFCに加盟していないため、FIFAワールドカップやOFCネイションズカップに参加することはできない。（試合をしたことも一切ない）

## 成績

### ミクロネシア・ゲームズ
- 1998年 3位
- 2001年 不参加